# Pagiopalus personatus
Pagiopalus personatus là một loài nhện trong họ Philodromidae.
Loài này thuộc chi Pagiopalus. Pagiopalus personatus được Eugène Simon miêu tả năm 1900.